# Hippotion paukstadti
Hippotion paukstadti là một loài bướm đêm thuộc họ Sphingidae, chi Hippotion.